# Pithomyces terricola
Pithomyces terricola är en svampart som först beskrevs av Manohar. & P.Rama Rao, och fick sitt nu gällande namn av P.M. Kirk 1983. Pithomyces terricola ingår i släktet Pithomyces och familjen Pleosporaceae.   Inga underarter finns listade i Catalogue of Life.